# (115058) Tassantal
(115058) Tassantal est un astéroïde de la ceinture principale.

## Description
(115058) Tassantal est un astéroïde de la ceinture principale. Il fut découvert le 4 septembre 2003 à Piszkesteto par Krisztián Sárneczky et Brigitta Sipőcz. Il présente une orbite caractérisée par un demi-grand axe de 2,36 UA, une excentricité de 0,09 et une inclinaison de 5,7° par rapport à l'écliptique.

## Compléments